# Tårar i regn
Tårar i regn är ett samlingsalbum av Niklas Strömstedt, utgivet 1990 på EMI. Skivan består av låtar tidigare utgivna åren 1981–1989. Albumet nådde inte någon listframgång.

## Låtlista
Där inte annat anges är låtarna skrivna av Niklas Strömstedt.
1. "Som tårar i regn"
2. "Sista morgonen"
3. "Precis som ett barn"
4. "En annan hand"
5. "Hela vägen hem"
6. "Nu är det bara du och jag"
7. "I väntan på vadå"
8. "Jag ville vara stark"
9. "Man varnade för halka"
10. "Lefvande lust"
11. "Det gör så ont" (Strömstedt, Per Gessle)
12. "Allt som sker"